# Tylophora urceolata
Tylophora urceolata là một loài thực vật thuộc họ Asclepiadaceae. Loài này có ở Cameroon, Guinea Xích Đạo, và Tanzania. Môi trường sống tự nhiên của chúng là rừng khô nhiệt đới hoặc cận nhiệt đới. Chúng hiện đang bị đe dọa vì mất môi trường sống.